# 東北楽天ゴールデンイーグルスのタイトルホルダー
- 東北楽天ゴールデンイーグルス > 東北楽天ゴールデンイーグルスのタイトルホルダー

東北楽天ゴールデンイーグルスのタイトルホルダー（とうほくらくてんゴールデンイーグルスのタイトルホルダー）は東北楽天ゴールデンイーグルスの選手が獲得していたタイトルの一覧である。

## 野手タイトル

### 首位打者
- リック・ショート (2008年)
- 鉄平 (2009年)

### 最多本塁打
- 山崎武司 (2007年)
- 浅村栄斗 (2020年,2023年)

### 最多打点
- 山崎武司 (2007年)
- 島内宏明 (2021年)

### 最多盗塁
- 聖澤諒 (2012年)
- 小深田大翔 (2023年)

### 最多安打
- 島内宏明 (2022年)
- 辰己涼介 (2024年)

### 最高出塁率
- 該当者なし

## 投手タイトル

### 最優秀防御率
- 岩隈久志 (2008年)
- 田中将大 (2011年,2013年)
- 岸孝之 (2018年)

### 最多勝利
- 岩隈久志 (2008年)
- 田中将大 (2011年,2013年)
- 涌井秀章 (2020年)

### 最多奪三振
- 田中将大 (2012年)
- 則本昂大 (2014年,2015年,2016年,2017年,2018年)

### 最多セーブ投手
- 松井裕樹 (2019年,2022年,2023年)
- 則本昂大 (2024年)

### 最優秀中継ぎ投手
- 該当者なし

## 表彰

### ゴールデングラブ賞
- 田中将大 (投手部門：2011年,2012年,2013年)
- 嶋基宏 (捕手部門：2010年,2013年)
- 藤田一也 (二塁手部門：2013年,2014年,2016年)
- 銀次 (一塁手部門：2017年)
- 岸孝之 (投手部門：2018年)
- 浅村栄斗 (二塁手部門：2019年)
- 鈴木大地 (三塁手部門：2020年）
- 辰己涼介 (外野手部門：2021年,2022年,2023年,2024年)
- 小深田大翔 (二塁手部門：2024年)

### ベストナイン
- ホセ・フェルナンデス (三塁手部門：2006年)
- 山崎武司 (指名打者部門：2007年,2009年)
- 岩隈久志 (投手部門：2008年)
- リック・ショート (外野手部門：2008年)
- 鉄平 (外野手部門：2009年)
- 嶋基宏 (捕手部門：2010年)
- 田中将大 (投手部門：2011年,2013年)
- 藤田一也 (二塁手部門：2013年,2014年)
- ケーシー・マギー (三塁手部門：2013年)
- 銀次 (三塁手部門：2014年,一塁手部門：2017年)
- ゼラス・ウィーラー (三塁手部門：2017年)
- 浅村栄斗 (二塁手部門：2019年,2020年,2022年,2023年)
- 鈴木大地 (三塁手部門：2020年)
- 島内宏明 (外野手部門：2022年)
- 小深田大翔 (二塁手部門：2024年)
- 辰己涼介 (外野手部門：2024年)

### MVP
- 岩隈久志 (2008年)
- 田中将大 (2013年)

### 交流戦MVP
- 該当者なし

### オールスターゲームMVP
- 山崎武司 (2008年第1戦)
- 島内宏明 (2021年第2戦)

### 最優秀新人(新人王)
- 田中将大 (2007年)
- 則本昂大 (2013年)
- 田中和基 (2018年)

### カムバック賞
- 該当者なし

### 沢村賞
- 岩隈久志 (2008年)
- 田中将大 (2011年,2013年)

### 最優秀バッテリー賞
- 2008年：岩隈久志-藤井彰人
- 2013年：田中将大-嶋基宏

## ポストシーズン

### クライマックスシリーズMVP
- 田中将大 (2013年)

### 日本シリーズMVP
- 美馬学 (2013年)

## その他

### JA全農Go・Go賞
- 山崎武司 (2010年第9回)
- 嶋基宏 (2011年第1回)
- 松井稼頭央 (2011年第6回)
- 田中将大 (2011年第11回,2012年第11回,2013年第9回)
- 則本昂大 (2013年第7回,2014年第1回)
- 松井裕樹 (2014年第7回)

### スカパー! ドラマティック・サヨナラ賞

#### 年間大賞
- 該当者なし

#### 月間大賞
- 枡田慎太郎 (2012年7月)
- 松井稼頭央 (2012年9月,2014年9月)
- 嶋基宏 (2013年7月)
- アンドリュー・ジョーンズ (2014年3・4月)
- 中川大志 (2015年5月)
- 聖澤諒 (2017年3・4月)
- ジャフェット・アマダー (2017年7月)
- 山下斐紹 (2018年7月)
- 辰己涼介 (2019年5月)
- 浅村栄斗 (2022年3・4月,2023年8月)
- 島内宏明 (2022年6月)
- 小深田大翔 (2023年6月)
- 小郷裕哉 (2024年6月)

### 連盟特別表彰

#### 最優秀監督賞
- 星野仙一 (2013年）